# Volvo Serie 700
La Serie 700 è un'automobile prodotta dalla Volvo  tra il 1982 ed il 1993.
Alla fine degli anni settanta la casa automobilistica svedese aveva la necessità di svecchiare una gamma basata principalmente sulla Serie 200, che era un restyling della Serie 100 degli anni sessanta.
Per contenere i costi, data la situazione non floridissima, venne utilizzata la base meccanica della 240/260 (e quindi: motore anteriore longitudinale e trazione posteriore, avantreno a ruote indipendenti e retrotreno ad assale rigido, freni a disco su tutte le ruote). mentre la carrozzeria venne disegnata ex novo.

## La 760

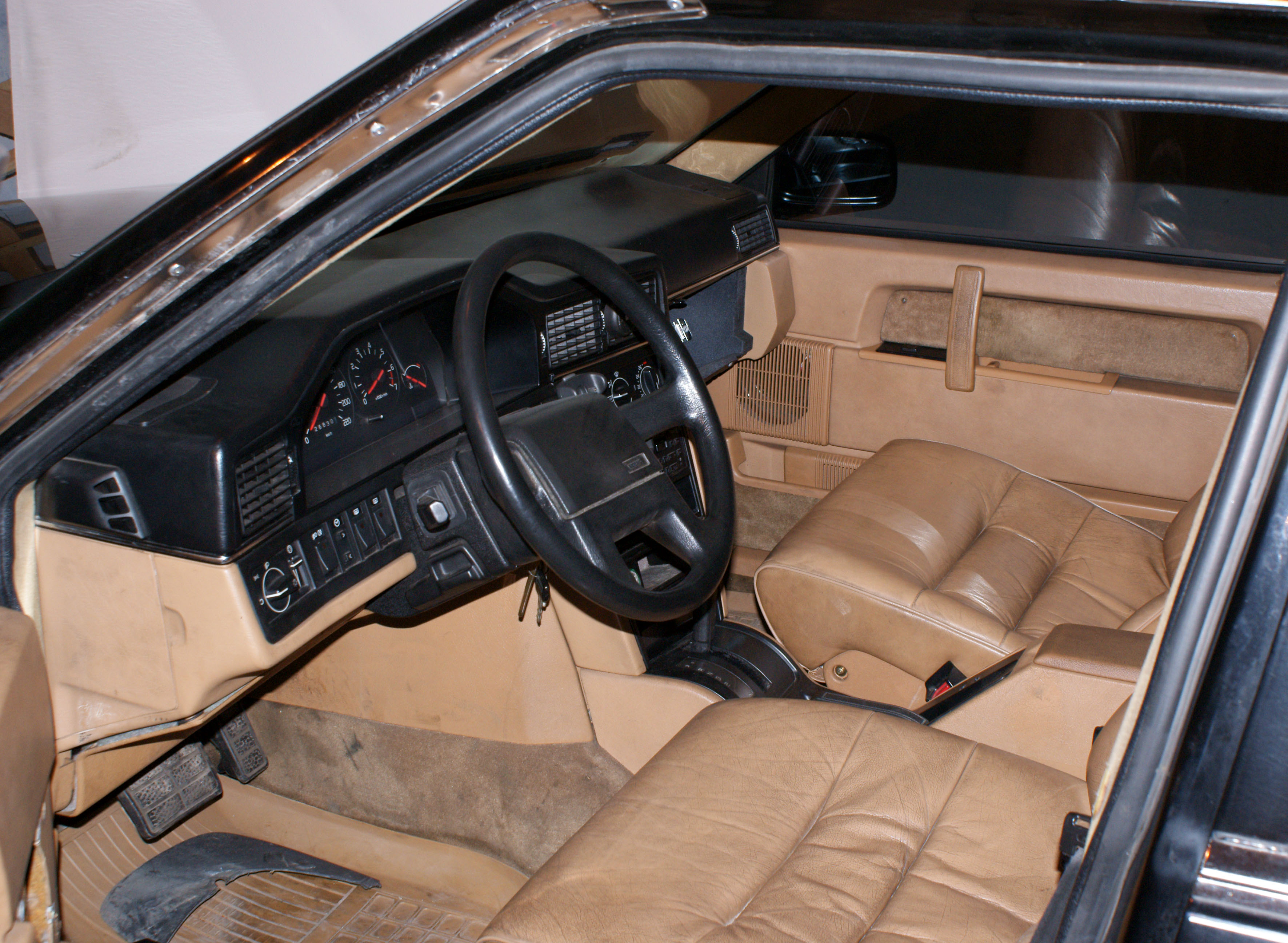
Interni

Il primo modello della serie a essere presentato (1982) fu la 760. Disponibile, in origine, unicamente in configurazione berlina a 4 porte, aveva linee tese e squadrate, con un lunotto quasi verticale.
La nuova Volvo piacque subito negli Stati Uniti (mercato per cui era stata pensata), mentre suscitò qualche perplessità in Europa (Italia inclusa), dove cominciavano a diffondersi le linee tondeggianti (introdotte nelle simili berline ammiraglie proprio nel 1982 dalla Audi 100).
Come indicato nel nome, dove 6 stava per il numero dei cilindri del motore, la 760, che sostituiva la 260 (mentre le 240 rimanevano in listino), era mossa da due motori a 6 cilindri, uno a benzina e uno diesel turbocompresso.
Il primo, con architettura a V, distribuzione monoalbero in testa, cilindrata di 2849 cm³ e alimentazione a iniezione, era il noto V6 PRV da 155 CV, mentre il secondo (prodotto da Volkswagen) era un 6 cilindri in linea di 2383 cm³ da 107 CV.
Sul mercato italiano la versione 2.8 V6 a benzina era disponibile solo nel più ricco allestimento GLE, mentre la 2.4 Turbodiesel poteva essere acquistata con finitura GL (meno ricca, ma comunque con servosterzo, vetri anteriori e specchi retrovisori elettrici, sedili riscaldati e climatizzatore manuale di serie) o GLE (più completa, con tanto di vetri elettrici posteriori, interni in pelle e climatizzatore semiautomatico).
Per entrambi i motori, la trasmissione di serie era la M46 manuale a 4 rapporti con overdrive elettrico sulla 4ª, ma era possibile ottenere, in alternativa, un cambio automatico a 3 marce oppure il manuale M47 a 5 marce.

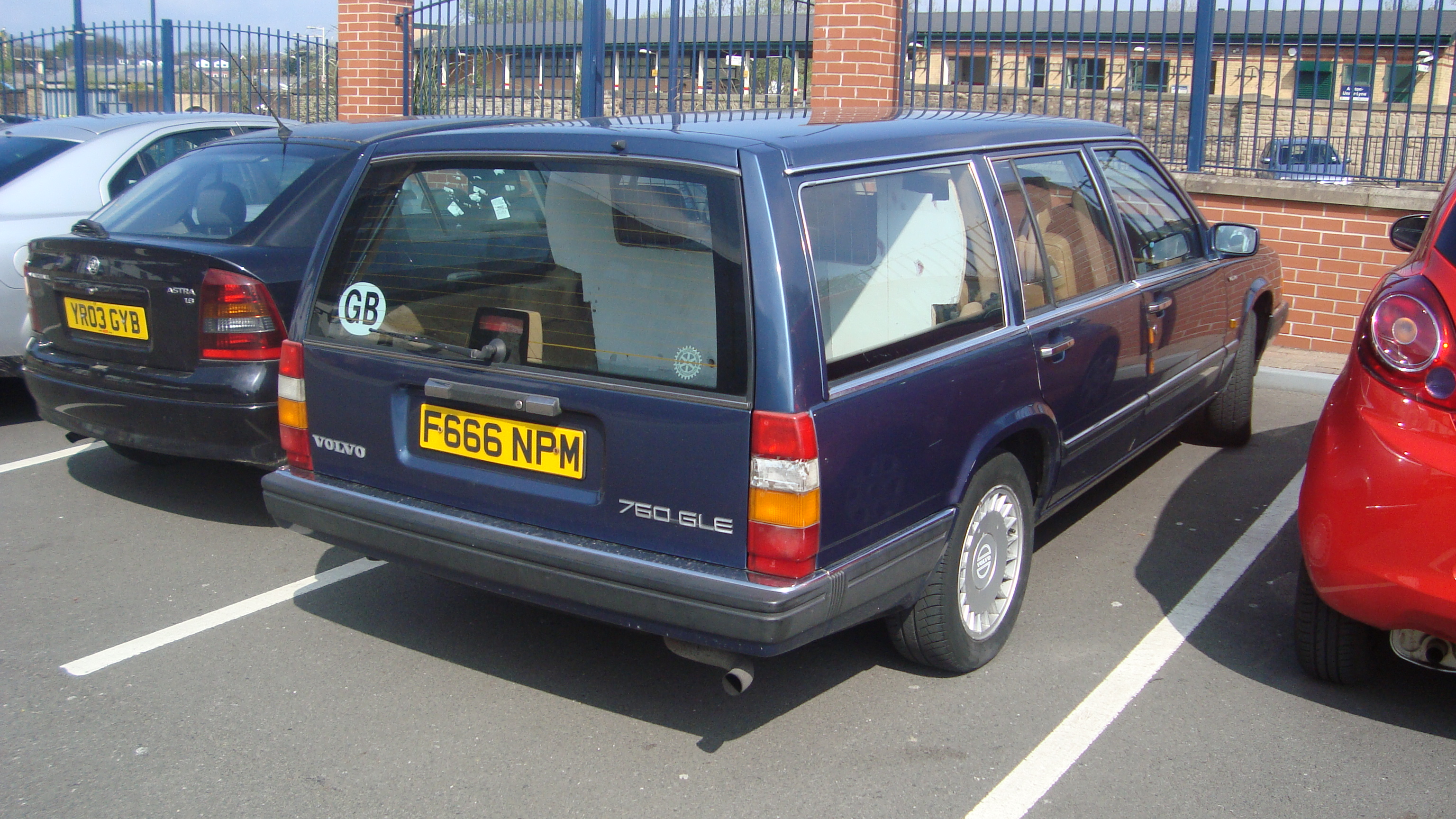
Una Volvo 760 Station wagon

Nel 1985, in occasione di alcuni lievi ritocchi, la gamma s'arricchì delle versioni station wagon e 2.3 GLE Turbo a benzina. Dalla gamma italiana venne eliminato l'allestimento GL, mentre la 2.8 V6 GLE venne resa disponibile solo con cambio automatico.
La 2.3 Turbo era mossa da un 4 cilindri in linea di 2316 cm³ turbocompresso  a iniezione da 179 CV, contravvenendo alla regola del 6 cilindri. In realtà. col lancio della 740, la 760 aveva semplicemente assunto il ruolo di variante di lusso di questa, senza un legame preciso tra sigla e motorizzazioni (in gran parte comuni).
La Station Wagon era disponibile nelle stesse versioni della berlina.
La 760 ricevette un restyling nel novembre 1987, che interessò soprattutto il frontale (nuova mascherina, gruppi ottici modificati), i paraurti (parzialmente in tinta) e gli interni, vennero introdotte le nuove sospensioni posteriori a ruote indipendenti multilink che resero la vettura più confortevole e permisero di montare anche un serbatoio dalla capacità incrementata a 80 litri di carburante.
Nel 1990 la 760 venne sostituita dalla nuova 960.
La versione Station Wagon ebbe molto più successo della berlina.

## La 740

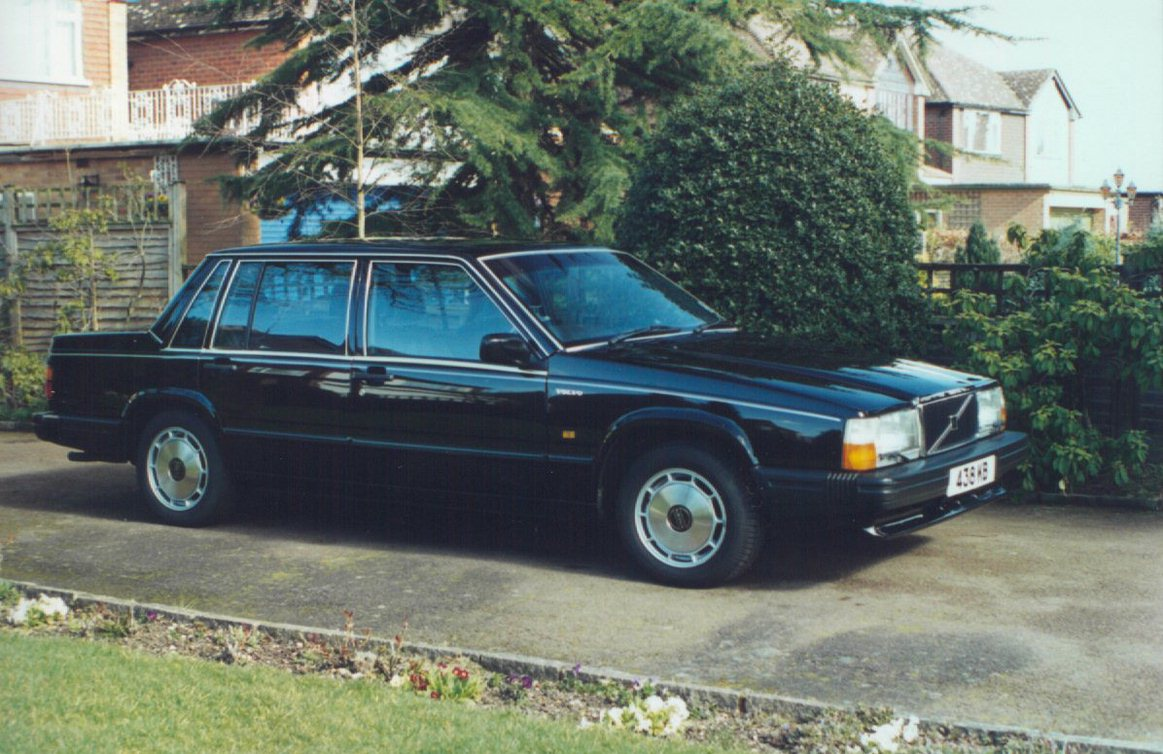
Una Volvo 740

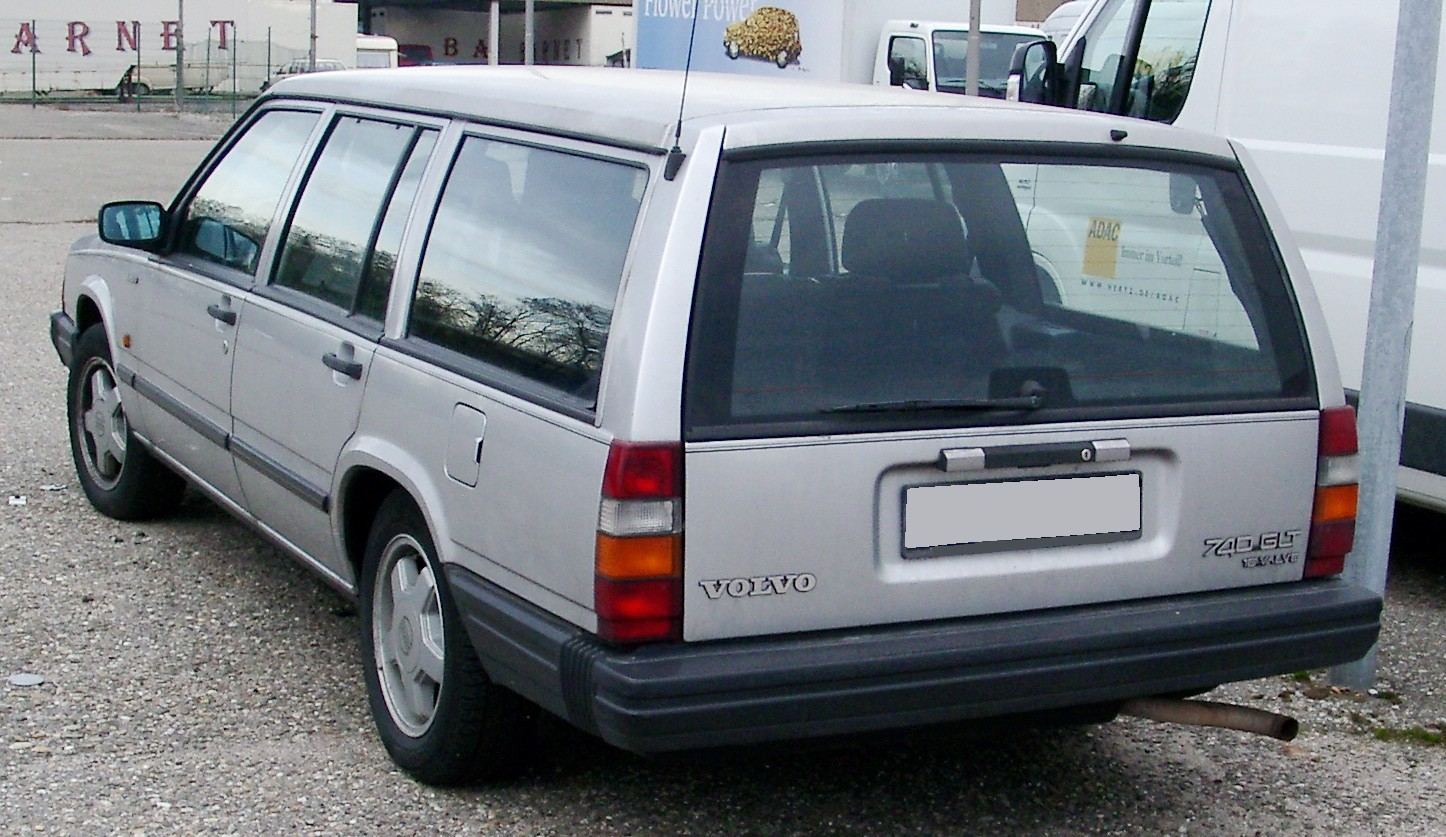
Una Volvo 740 station wagon

Introdotta nel 1984, la 740, berlina e station wagon, era sostanzialmente una versione meno equipaggiata e più economica della 760. L'allestimento era meno completo e rifinito, i paraurti erano privi di profili cromati, le cornici dei finestrini e la mascherina in alcuni allestimenti erano verniciate di nero opaco (anziché cromate) mentre la GLE manteneva le cromature sulla mascherina e sulle cornici dei finestrini. La maggior spartanità non incideva sulla sicurezza.
Anche la gamma di motori rifletteva, in parte, questa scelta. Oltre al 2400 Turbodiesel da 107 CV, la 740 montava motori 4 cilindri iniezione a benzina di 1986 cm³ e 2316 cm³,  aspirati  (112 e 129 CV) o turbocompressi (155 e 200 CV), e una versione priva di sovralimentazione del 6 cilindri a gasolio di 2383 cm³ (82 CV). Per ragioni fiscali le 740 a benzina con motore di 2,3 litri non erano importate in Italia.
Altre versioni molto vendute in Italia sono state la 2.0 16v GLT da 139 CV, con allestimento pari alla sorella 760, e anche 2.0 Turbo 16V da 200  CV che sostituì la 2.3 della stessa potenza non venduta in Italia.
Nel 1990, con la nascita della 940, la 740, ristilizzata nel 1987 nel frontale e negli interni, venne tolta di listino.

## La 780

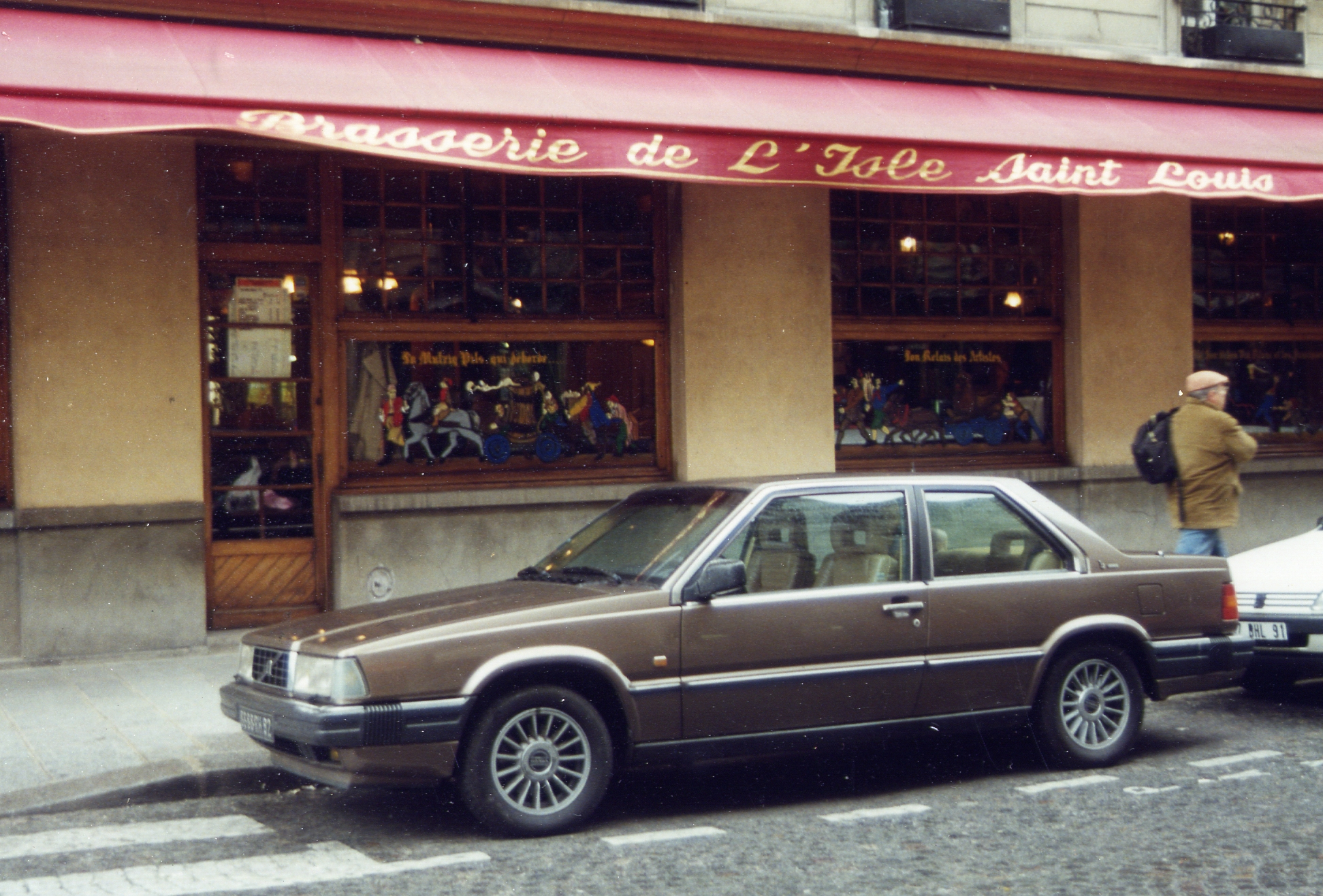
Una Volvo 780

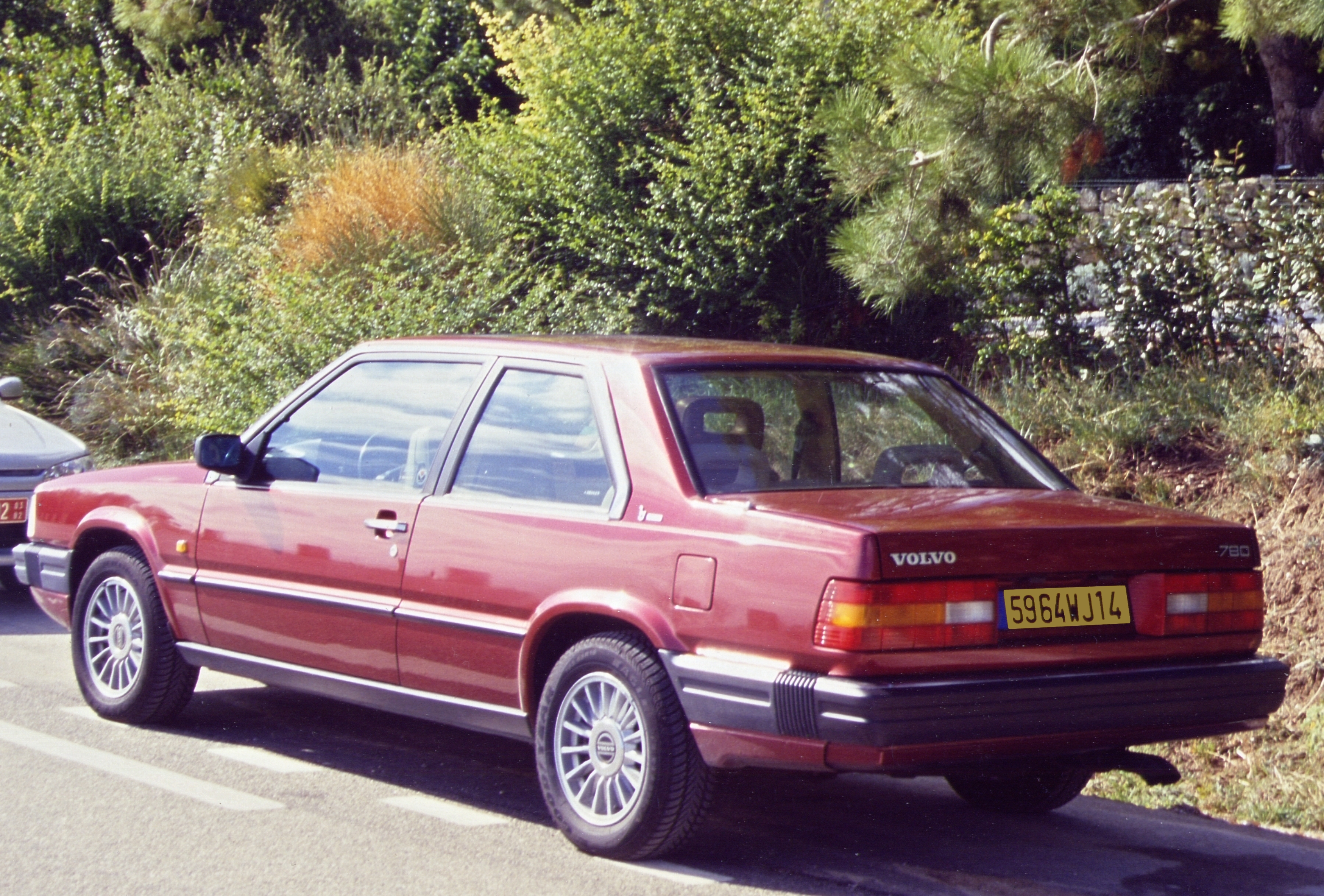
Vista posteriore

La 780, disegnata da Bertone, che ne curava anche l'assemblaggio, può essere considerata la versione coupé  della serie 700, benché, rispetto alle corrispondenti berline e station wagon, proponesse novità tecniche sostanziose ed una linea autonoma.
Presentata al Salone dell'automobile di Ginevra, in Svizzera, nel 1985, la 780 era originariamente disponibile nelle sole versioni a 6 cilindri 2.8 V6 (2849 cm³, 155 CV) e 2.4 Turbodiesel (2383 cm³, 122 CV). Di serie l'ABS.
Nonostante proponesse il plus delle sospensione posteriore a ruote indipendenti con bracci oscillanti, la coupé Volvo non ottenne grossi consensi, a causa della linea squadrata e, sebbene elegante, un po' anonima: lo stesso Bertone la definì ironicamente "un camion da sera". 
Nel 1986 la gamma venne completata dalle versioni 2.3 Turbo (2316 cm³, 179 CV) e, per il solo mercato italiano, 2.0 Turbo (1986 cm³, 155 CV).
Nel 1990, dopo un leggerissimo maquillage (maglie della mascherina e interni), la vettura assunse il nome di Volvo Coupé ed adottò, come unica motorizzazione, un 4 cilindri 16 valvole turbocompresso di 1986 cm³ da 200 CV. Uscì di listino nel 1993, ultima tra le 700.

## I modelli per l'Italia
- 740 2.0 GLE
- 740 2.0 GLT 16V
- 740 2.0 Turbo
- 740 2.0 Turbo 16V
- 740 2.4 Diesel GLE
- 740 2.4 Turbodiesel GLE
- 760 2.3 Turbo GLE
- 760 2.8 V6 GLE
- 760 2.8 V6 Automatica GLE
- 760 2.4 Turbodiesel GL
- 760 2.4 Turbodiesel GLE
- 740 SW 2.0 GLE
- 740 SW 2.0 Turbo
- 740 SW 2.0 Turbo 16V
- 740 SW 2.4 Diesel GLE
- 740 SW 2.4 Turbodiesel GLE
- 760 SW 2.3 Turbo GLE
- 760 SW 2.8 V6 Automatica GLE
- 760 SW 2.4 Turbodiesel GL
- 760 SW 2.4 Turbodiesel GLE
- 780 2.0 Turbo
- 780 2.0 Turbo 16V
- 780 2.3 Turbo
- 780 2.8 V6
- 780 2.4 Turbodiesel
- Coupé 2.0 16v Turbo